# Senran Kagura: Bon Appétit!
Senran Kagura: Bon Appétit! (デカ盛り閃乱カグラ?, Dekamori Senran Kagura) è un videogioco del 2014 distribuito in esclusiva su PlayStation Vita. 
Si tratta di uno spin-off a tema culinario della serie videoludica Senran Kagura.

## Trama
Il Maestro Hanzō convince le guerriere shinobi a partecipare ad una competizione culinaria da lui organizzata, la "Super Dish Gourmet Cook-Off". Il primo premio della competizione è una segreta pergamena ninja in grado di esaudire qualsiasi desiderio.

## Modalità di gioco
Bon Appétit! è un rhythm game a tema culinario il cui scopo consiste nel premere con il giusto tempismo i tasti corretti a ritmo di musica per permettere alle shinobi di preparare le varie portate da offrire al vecchio Hanzō, giudice della competizione.
I tasti da premere scorreranno da destra verso sinistra in due barre nella parte inferiore dello schermo fino a raggiungere l'apposito indicatore e potranno essere uno dei quattro tasti direzionali oppure uno dei 4 tasti della pulsantiera (X, Cerchio, Triangolo e Quadrato). In alcuni casi sarà necessario tenere premuto il pulsante per un tempo prolungato oppure premere per un certo numero di volte lo stesso tasto.
Ogni sfida si divide in tre round, in cui verranno preparati tre piatti diversi. Le combo di tasti premuti correttamente determineranno la grandezza del piatto, mentre la precisione invece determinerà la sua bontà. Il punteggio delle sfidanti è determinato da una barra nella parte superiore dello schermo in cui la parte rossa rappresenta il punteggio del giocatore, mentre la parte blu rappresenta il punteggio della sfidante. Alla fine di ogni round, Hanzō assaggerà i piatti preparati dalle due contendenti determinando la vincitrice. Vincendo il round il giocatore verrà ricompensato con una porzione di cuore, un'icona che se completata permetterà di attivare una sezione bonus con la possibilità di visualizzare in varie inquadrature l'avversaria in completo intimo.
Ad ogni round vinto, i vestiti dell'avversaria verranno lacerati, fino a quando non verrà completamente denudata con la vittoria del round finale. Inoltre, in caso di "perfect victory", l'avversaria verrà distesa completamente nuda su un enorme dessert.
Il gioco è diviso in tre modalità principali (Story, Arcade e Free) e tre livelli di difficoltà (Facile, Normale e Difficile). La "Story Mode" è strutturata in modo simile alla modalità Shinobi Girl's Heart in Shinovi Versus. Ogni personaggio ha una storia individuale che viene mostrata nel corso di cinque battaglie di cucina. La "Arcade Mode" è una serie ininterrotta di sei battaglie che cambieranno in base alla difficoltà di gioco scelta mentre la "Free Mode" permette di affrontare una battaglia  a scelta con qualsiasi personaggio.
Come negli altri giochi della serie, anche in Bon Appétit! è presente lo "Spogliatoio", che permette ai giocatori di personalizzare l'aspetto di ogni personaggio, e la "Biblioteca", in cui vengono mostrati i record di punteggio ed i contenuti sbloccati (immagini, musiche e voci). Vi è inoltre una sezione chiamata "Honor Roll" che permette ad un giocatore di confrontare i suoi punteggi con quelli di altri giocatori tramite una connessione a Internet.
Gli oggetti ed i personaggi sbloccati attraverso i DLC per Senran Kagura: Shinovi Versus sono automaticamente disponibili anche per questo gioco.

## Distribuzione
Il gioco è stato inizialmente distribuito in Giappone il 20 marzo 2014 in formato digitale, mentre la versione fisica è stata distribuita il 27 novembre dello stesso anno. In Nord America e in Europa invece il gioco è stato distribuito solamente in formato digitale su PlayStation Store, rispettivamente l'11 e il 12 novembre 2014. Successivamente, il gioco viene distribuito anche su Steam il 10 novembre 2016, con il titolo Senran Kagura Bon Appétit! – Full Course.

## Personaggi giocabili
Nella versione base del gioco sono disponibili soltanto le protagoniste della Hanzō National Academy e della Homura's Crimson Squad, mentre le ragazze della Gessen Girls' Academy e della Hebijo Clandestine Girls Academy possono essere usate soltanto acquistando il pacchetto aggiuntivo denominato "Gessen x Hebijo". Rin e Daidōji invece possono essere utilizzate solo se sono già state scaricate con il DLC a loro dedicato per Senran Kagura: Shinovi Versus.